# Зарабец, Миха
Миха Зарабец (словен. Miha Zarabec; род. 12 октября 1991, Ново-Место)  — словенский гандболист, выступает за польский клуб «Висла» (Плоцк) и сборную Словении.

## Карьера
Миха Зарабец начинал профессиональную карьеру в «Тримо» из Требне. В 2012 году Зарабец перешёл в «Марибор Браник». В 2014 году Миха Зарабец перешёл в «Целе», в составе которого стал трёхкратным чемпионом Словении.
Миха Зарабец выступает за сборную Словении и сыграл за сборную 29 матчей и забросил 63 мяча. Выступал на чемпионате Европы 2016 и чемпионате мира 2017, на котором Словения стала бронзовым призёром.

## Достижения
- Чемпион Словении (3): 2015, 2016, 2017
- Обладатель Кубка Словении (3): 2015, 2016, 2017
- Обладатель Суперкубка Словении (3): 2014, 2015, 2016
- Чемпион Германии (3): 2020, 2021, 2023
- Обладатель Кубка Германии (2): 2017, 2019
- Победитель Кубка ЕГФ: 2019
- Победитель Лиги чемпионов: 2020
- Бронзовый призёр чемпионата мира: 2017

## Статистика
Статистика Миха Зарабец сезона 2019/20 указана на 9.1.2020
| Сезон   | Клуб    | Лига       | Матчи | Голы   | Голы   | Голы  |
| Сезон   | Клуб    | Лига       | Матчи | С игры | 7-метр | Всего |
| ------- | ------- | ---------- | ----- | ------ | ------ | ----- |
| 2017/18 | ГК Киль | Бундеслига | 33    | 71     | 5      | 66    |
| 2018/19 | ГК Киль | Бундеслига | 34    | 32     | 0      | 32    |
| 2019/20 | ГК Киль | Бундеслига | 20    | 27     | 3      | 27    |